# Rezavec štětinatý
Rezavec štětinatý (Inonotus hispidus) je fytopatogenní houba z čeledě kožovkovité (Hymenochaetaceae) řádu kožovkotvaré (Hymenochaetales).

## EPPO kód
INONHI 

## Synonyma patogena

### Vědecké názvy
Podle EPPO a Biolib je pro patogena s označením Inonotus hispidus používáno více rozdílných názvů, například Boletus hirsutus nebo Phaeoporus hispidus. 

### České názvy

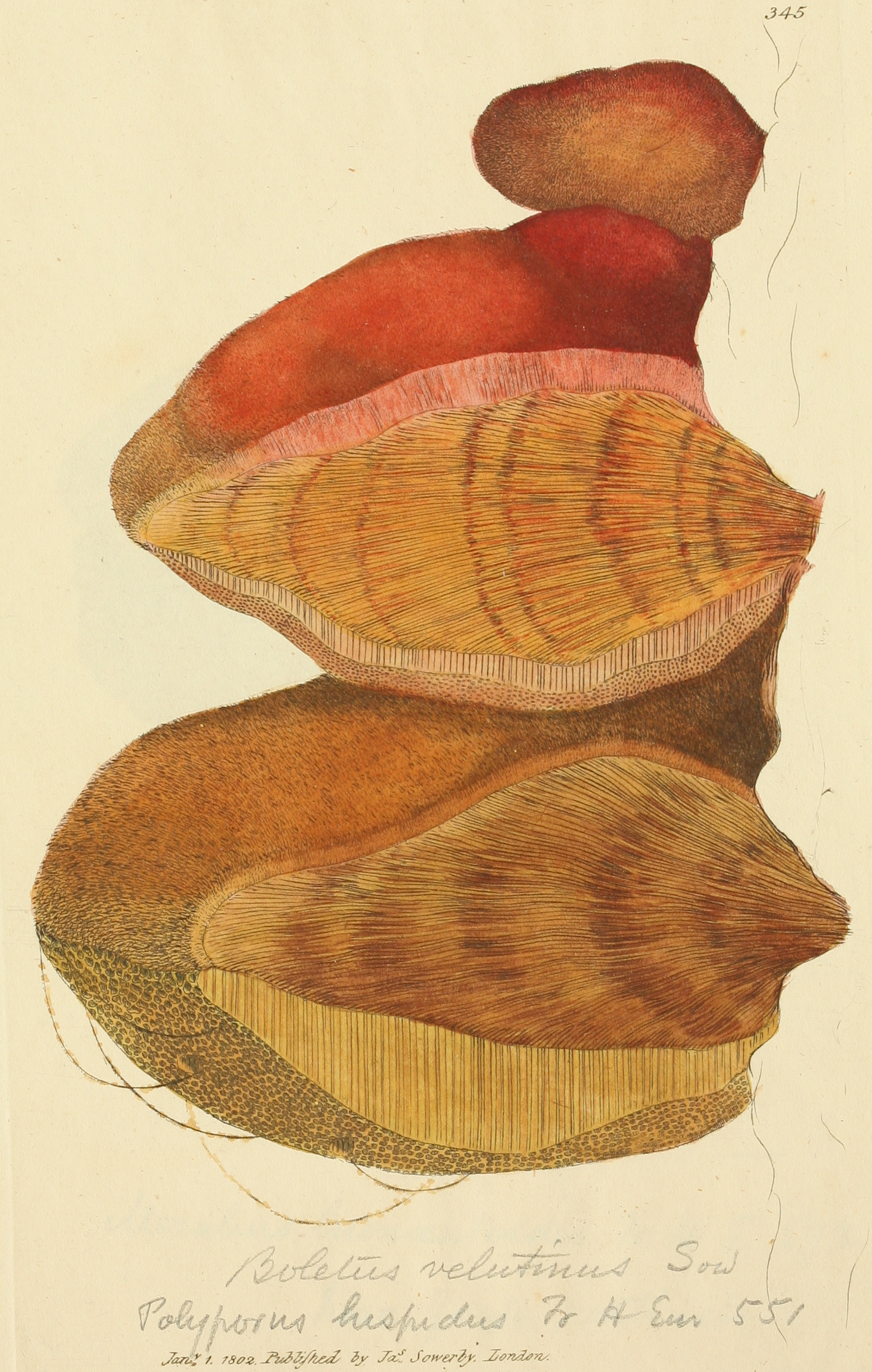
Plodnice v řezu.

- Rezavec štětinatý
- Ryšavec srstnatý

## Zeměpisné rozšíření

### Výskyt v Česku
Poměrně hojný.

## Popis
Plodnice vyrůstají v malých skupinách střechovitě nad sebou, na živých i tlejících kmenech a větvích listnatých stromů. Klobouk je mohutný, až 300 mm široký a 100 mm tlustý, plstnatě štětinatý. Plodnice jsou svrchu hnědočervená, později tmavá plst, zespodu šedé póry, které po doteku ztmaví.  

## Hostitel
Listnaté stromy. Některé zdroje uvádí že patogen preferuje duby, platany, ořechy a jabloně, další uvádí i jasany.

## Příznaky
- bílá hniloba
- plodnice
- zmenšení listů
- odumírání částí koruny

### Možnost záměny
Jiné kožovkotvaré houby, ačkoliv velké štětinaté plodnice jsou velmi typické.

## Význam
Nejedlý. Patogen způsobuje vážnou bílou hnilobu dřeva která snižuje bezpečnost v okolí dřeviny. Hrozí lámání větví i kmene.

## Biologie
Jednoleté plodnice (průměr 20-30cm) lze nelézt na kmeni nebo větvích, přetrvávají celou zimu až do jara. Hlavní vegetační období je od června do září.

## Ekologie
Ovocné sady.

## Šíření
Ranový parazit.

## Ochrana rostlin

### Prevence
Dezinfekce nástrojů, použít přípravek na ošetření ran (latex, stromový balzám).